# Гиличены
Гиличены (рум. Ghiliceni,Гиличень) — село в Теленештском районе Молдавии. Является административным центром коммуны Гиличены, включающей также сёла Кучоая и Новая Кучоая.

## География
Село расположено на высоте 90 метров над уровнем моря.

## Население
По данным переписи населения 2004 года, в селе Гиличень проживает 1766 человек (871 мужчина, 895 женщин).
Этнический состав села:
| Национальность | Число жителей | Процентный состав |
| -------------- | ------------- | ----------------- |
| молдаване      | 1743          | 98.7              |
| румыны         | 11            | 0.62              |
| украинцы       | 6             | 0.34              |
| русские        | 3             | 0.17              |
| гагаузы        | 1             | 0.06              |
| прочие         | 2             | 0.11              |
| Всего          | 1766          | 100%              |